# Relógio astronômico

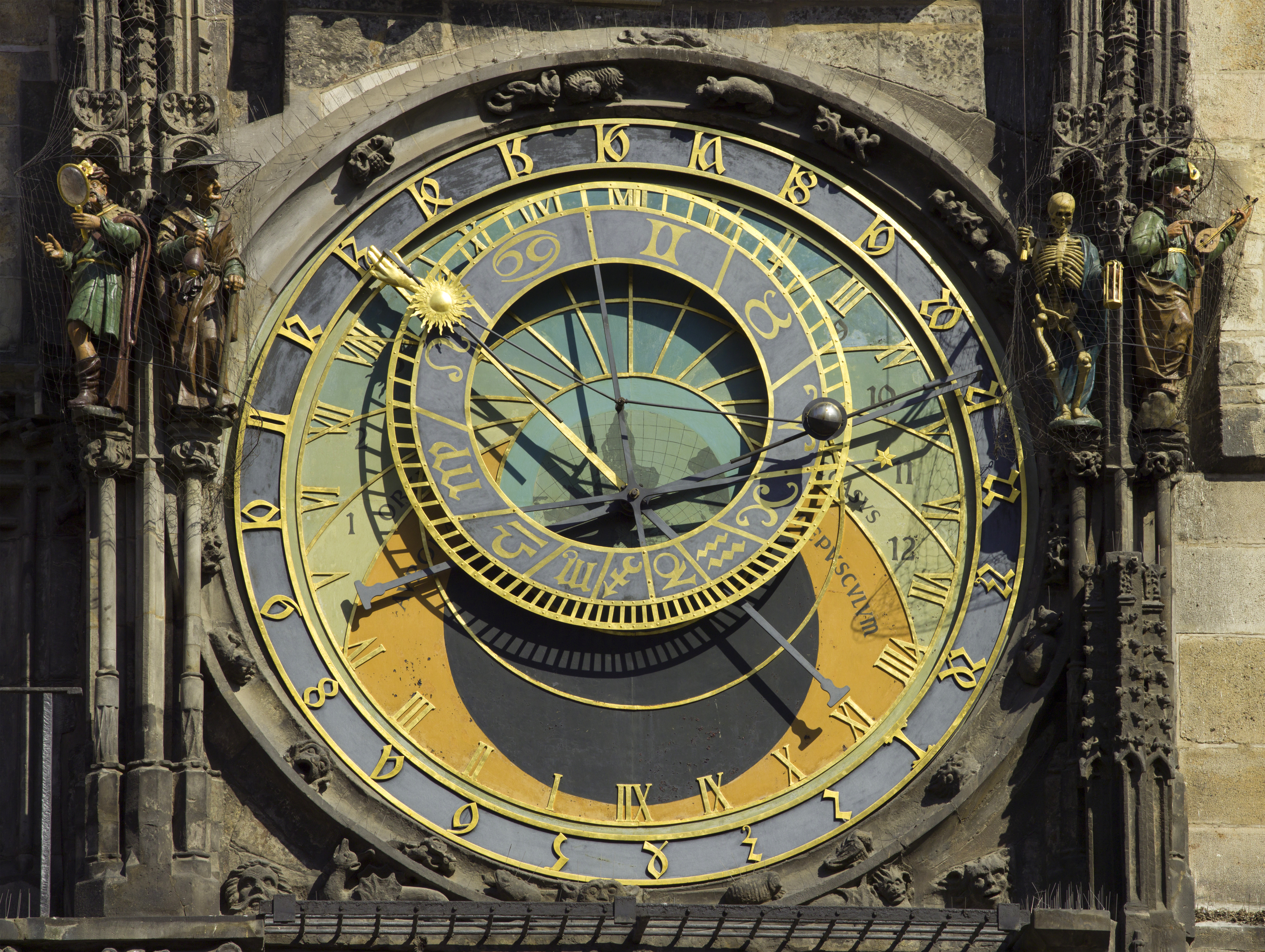
Face do relógio astronômico, na Praça da Cidade Velha, Praga.

Um relógio astronômico é um relógio com mecanismos especiais e mostradores para exibir informações astronômicas, como as posições relativas do Sol, da Lua, das constelações zodiacais e, às vezes, dos principais planetas.

## Definição
O termo é usado livremente para se referir a qualquer relógio que mostre, além da hora do dia, informações astronômicas. Isso pode incluir a localização do Sol e da Lua no céu, a idade e as fases lunares, a posição do Sol na eclíptica e o signo do zodíaco atual, o tempo sideral e outros dados astronômicos, como os nodos da Lua (para indicar eclipses) ou um mapa estelar rotativo. O termo não deve ser confundido com regulador astronômico, um relógio de pêndulo de alta precisão, usados em observatórios.
Os relógios astronômicos geralmente representam o Sistema Solar usando o modelo geocêntrico. O centro do mostrador é frequentemente marcado com um disco ou esfera representando a Terra, localizada no centro do Sistema Solar. O Sol é frequentemente representado por uma esfera dourada (como apareceu inicialmente no mecanismo de Antikythera, no século II a.C.), mostrado girando em torno da Terra uma vez por dia em torno de um mostrador analógico de 24 horas. Essa visão estava de acordo tanto com a experiência cotidiana quanto com a visão filosófica do mundo da Europa pré-copernicana.